# İlker Yağcıoğlu
İlker Yağcıoğlu (* 10. März 1966 in Adapazarı) ist ein ehemaliger türkischer Fußballspieler und -trainer.

## Spielerkarriere

### Verein
İlker Yağcıoğlu begann mit seiner Vereinsfußballkarriere bei dem für seine Nachwuchsarbeit bekannten Provinzklub Sakaryaspor. Hier wurde er als klassischer Rechtsaußen ausgebildet und spielte diese Rolle mehrere Jahre lang. Beim damaligen Zweitligisten wurde er 1986 in den Kader der Profimannschaft eingegliedert und stieg wenig später zum Stammspieler auf. Gleich in seiner zweiten Saison stieg man als Meister der TFF 1. Lig in die Süper Lig auf.
Nachdem Sakaryaspor nach zweijähriger Präsenz in der Süper Lig zum Saisonende 1989/90 den Klassenerhalt verpasst hatte, wechselte Yağcıoğlu zur neuen Saison zum Erstliganeuling Aydınspor. Mit dieser Mannschaft sorgte man bereits am ersten Spieltag für eine große Sensation. Man schlug auswärts den haushohen Favoriten Fenerbahçe Istanbul mit dem denkwürdigen Endergebnis von 1:6. Yağcıoğlu war mit seinen drei Treffern in dieser Begegnung maßgeblich für diesen Erfolg verantwortlich. Die erste Saison beendete man auf dem elften Tabellenplatz. Die nächste Spielzeit steigerte sich die Mannschaft ein weiteres Mal und belegte zum Saisonende überraschend den fünften Tabellenplatz.
Zur Spielzeit 1992/93 wechselte er dann zu Fenerbahçe Istanbul. Hier spielte er drei Spielzeiten als klassischer Rechtsaußen und blieb mit dem Verein titellos. Yağcıoğlu zählte dennoch zu den wenigen Spielern seiner Mannschaft, die positive Kritik ernteten. So stieg er in der Spielzeit 1994/95 zum Nationalspieler auf.
Zum Sommer 1995/96 stellte Fenerbahçe den Brasilianer Carlos Alberto Parreira als Cheftrainer vor. Dieser strukturierte als Erstes die Mannschaft komplett um und sorgte für den Weggang von mehreren gestandenen Spielern. Er funktionierte Yağcıoğlu zum linken Verteidiger um und setzte vor ihm Tayfun Korkut als Flügelspieler ein. Diese Umstellung zeigte Wirkung und so hatten beide Spieler wichtigen Anteil an dem Gewinn der Meisterschaft. Ferner wurden beide Fußballer auch in der Nationalmannschaft in dieser Konstellation aufgestellt und zeigten Erfolg. Zum Saisonende verließ Parreira nach der gewonnenen Meisterschaft den Verein. Yağcıoğlu spielte bis zum Sommer 1999 bei Fenerbahçe und wurde dann aussortiert.
Er spielte dann der Reihe nach für Kocaelispor, Sarıyer SK und İstanbulspor und beendete anschließend im Sommer 2003 seine aktive Laufbahn als Profisportler.

### Nationalmannschaft
Yağcıoğlu wurde 1994 zum ersten Mal vom damaligen Nationaltrainer Fatih Terim für die türkische Nationalmannschaft nominiert und gab am 31. August 1994 bei einem Freundschaftsspiel gegen die Mazedonische Auswahl sein Länderspieldebüt. Anschließend war er bei zwei Begegnungen der Qualifikation Fußball-Europameisterschaft 1996 aktiv. Nachdem sich die Mannschaft zum ersten Mal in ihrer Karriere für dieses Turnier qualifizierte, wurde Yağcıoğlu für den Turnierkader nicht nominiert.
Nach dem Turnier verließ der Trainer Terim die Nationalmannschaft und übernahm Galatasaray Istanbul. Sein Nachfolger wurde Mustafa Denizli. Dieser übernahm die erfolgreiche rechte Seite Fenerbahçe Istanbuls mit Yağcıoğlu als linker Verteidiger und setzte vor ihm Tayfun Korkut als Flügelspieler auch in der Nationalmannschaft. So spielte Yağcıoğlu fasst in allen Qualifikationsbegegnungen der Fußball-Weltmeisterschaft 1998. Seine Nationalmannschaftskarriere wurde besonders durch die Qualifikationsbegegnung gegen die Niederländische Nationalmannschaft am 2. April 1997 geprägt. In dieser Begegnung bereitete er durch einen langen und dribbleintensiven Flügellauf durch eine lange Bananenflanke, das Tor von Hakan Şükür vor.
Nach verpasster Qualifikation machte Denizli in der Mannschaft eine Revision und sortierte die älteren Spieler aus, darunter auch Yağcıoğlu.

## Trainerkarriere
Nach Beendigung seiner aktiven Laufbahn arbeitete Yağcıoğlu als Co-Trainer der Reihe nach bei Kayserispor, Malatyaspor, MKE Ankaragücü und Caykur Rizespor. Anschließend versuchte er sich als Cheftrainer, blieb aber erfolglos. 2008 übernahm er seinen Heimatverein Sakaryaspor und reichte nach zehn Spieltagen seine Kündigung ein.
Zum September 2010 übernahm er den Drittligisten Sarıyer SK und betreute diesen bis zum Saisonende. Nachdem die Saison hinter den Erwartungen abgeschlossen wurde, trennte sich die Vereinsführung von ihm.

## Erfolge
- Mit Sakaryaspor:
  - 1986/87 Meisterschaft der TFF 1. Lig
  - 1986/87 Aufstieg in die Süper Lig

- Mit Aydınspor:
  - 1995/96 Tabellenfünfter der Süper Lig

- Mit Fenerbahçe Istanbul:
  - Türkischer Meister (1): 1996
  - Atatürk-Pokalsieger (1): 1998